# Spatchcock

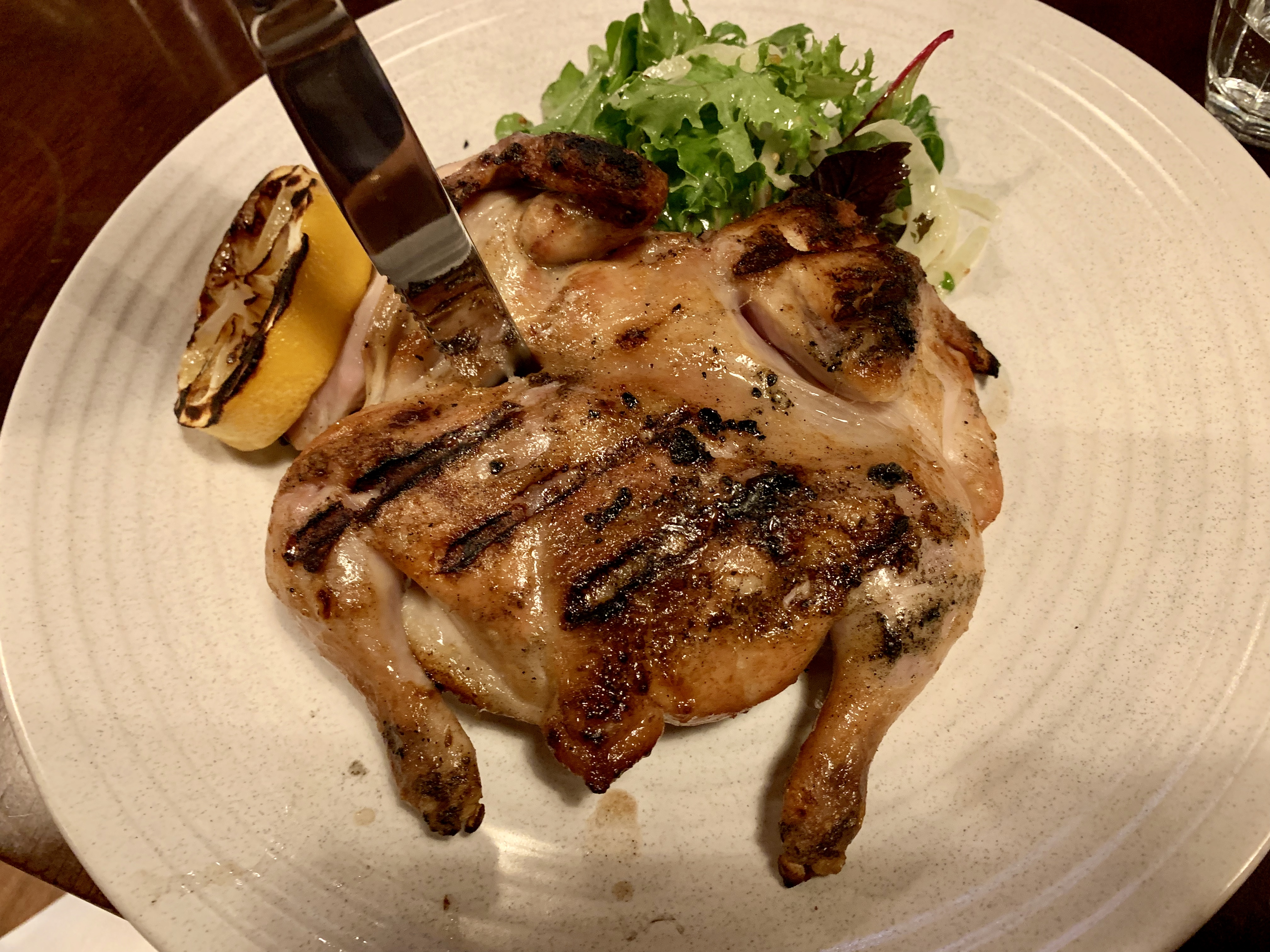
Spatchcock Bauchschnitt

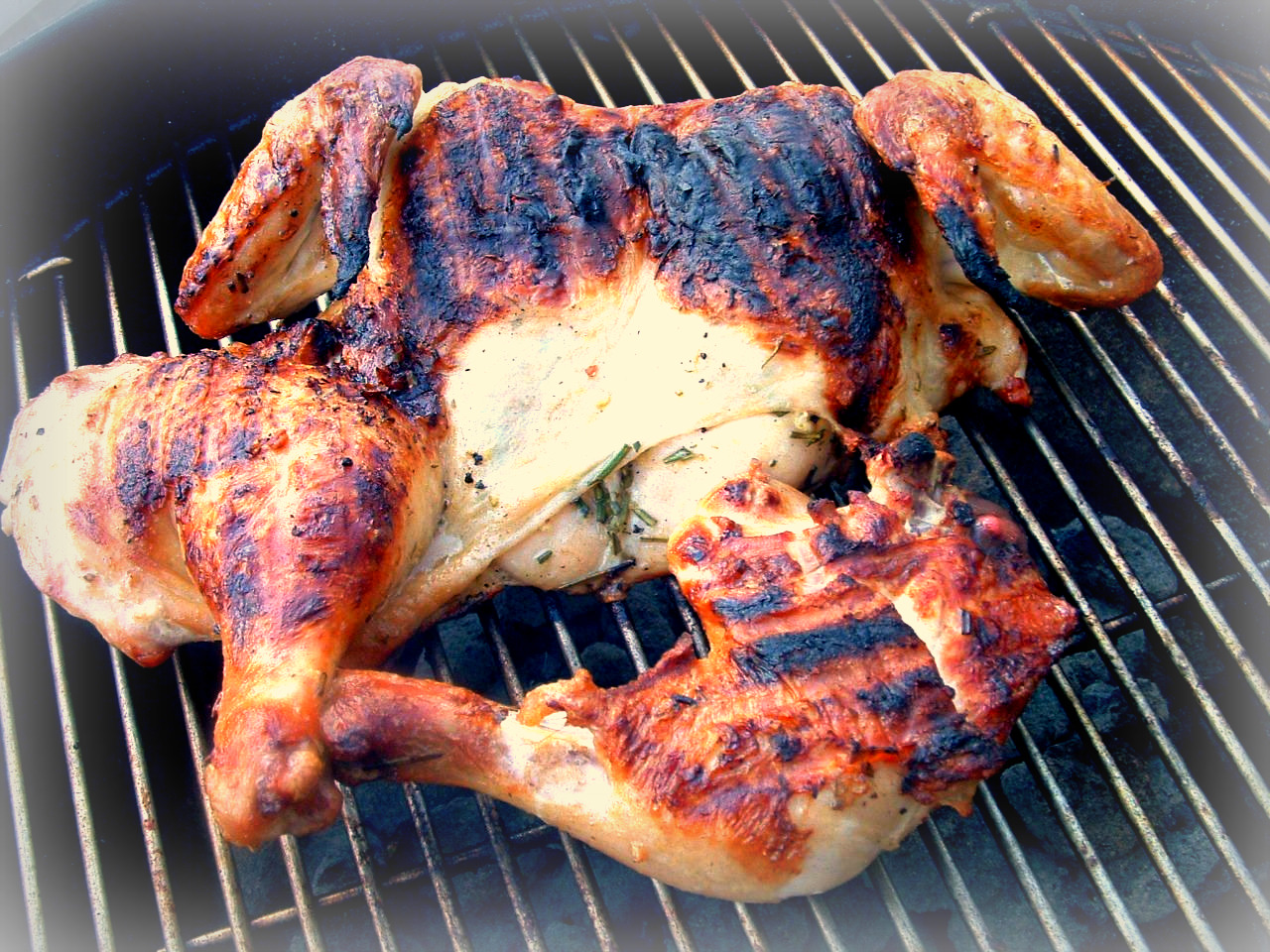
Spatchcocking Rückenschnitt

Spatchcock ist ein englischer Küchenfachbegriff für gebratenes Geflügel, z. B. Brathähnchen, das aufgeschnitten gegrillt wird. Der Begriff spatchcock wird sowohl als Nomen für das fertige Gericht verwendet, als auch als Verb (to spatchcock) für Schmetterlingsschnitt.
Es gibt zwei Zubereitungsarten: Entweder wird das Geflügel in zwei Hälften geteilt oder es wird nur am Bauch bzw. nur am Rücken entlang aufgeschnitten, aufgeklappt, und plattgedrückt, danach gewürzt und gebraten oder gegrillt. Beim Rückenschnitt wird der Rückenknochen entfernt.

## Geschichte und Wortherkunft
Diese Zubereitungsmethode bezeugen bereits die ägyptischen Grabplatten in Deir el-Medina, auf denen ventral (am Bauch) aufgeschnittene Brathähnchen dargestellt sind.
In der irischen Küche soll die Zubereitungsmethode seit dem 16. Jahrhundert bekannt sein, das Lemma spatchcock erscheint zum ersten Mal 1796 in  A Classical Dictionary of the Vulgar Tongue (deutsch: Ein klassisches Wörterbuch der vulgären Sprache) des Lexikografen Francis Grose:

“Spatch Cock (Abbreviation of dispatch cock) A hen just killed from the roost, or yard, and immediately skinned, split, and broiled: An Irish dish upon any sudden occasion.”

„Spatch Cock (Abkürzung für Hahn-Tötung): Eine Henne, die geradewegs weg vom Hühnerstall oder Hof getötet und sofort enthäutet, gespalten und gebraten wurde: Ein irisches Gericht für jeden plötzlichen Anlass.“